# Sífutás az 1936. évi téli olimpiai játékokon
Az 1936. évi téli olimpiai játékokon a sífutás versenyszámait Garmisch-Partenkirchenben rendezték meg. Első alkalommal szerepelt a 4 × 10 kilométeres váltó, melyet február 10-én tartottak, ezt követte február 12-én a 18 kilométeres és február 15-én az 50 kilométeres egyéni versenyszám.

## Részt vevő nemzetek
A versenyeken 22 nemzet 108 sportolója vett részt.
- Ausztria (AUT) (5)
- Bulgária (BUL) (4)
- Csehszlovákia (TCH) (6)
- Egyesült Államok (USA) (6)
- Észtország (EST) (1)
- Finnország (FIN) (7)
- Franciaország (FRA) (4)
- Görögország (GRE) (1)
- Japán (JPN) (5)
- Jugoszlávia (YUG) (6)
- Kanada (CAN) (4)
- Lengyelország (POL) (4)
- Lettország (LAT) (5)
- Nagy-Britannia (GBR) (1)
- Németország (GER) (10)
- Norvégia (NOR) (7)
- Olaszország (ITA) (7)
- Románia (ROU) (4)
- Spanyolország (ESP) (4)
- Svájc (SUI) (4)
- Svédország (SWE) (9)
- Törökország (TUR) (4)

## Éremtáblázat
(Az egyes számoszlopok legmagasabb értéke, vagy értékei vastagítással kiemelve.)
| Az 1936. évi téli olimpiai játékok éremtáblázata sífutásban | Az 1936. évi téli olimpiai játékok éremtáblázata sífutásban | Az 1936. évi téli olimpiai játékok éremtáblázata sífutásban | Az 1936. évi téli olimpiai játékok éremtáblázata sífutásban | Az 1936. évi téli olimpiai játékok éremtáblázata sífutásban | Olimpia  |
| ----------------------------------------------------------- | ----------------------------------------------------------- | ----------------------------------------------------------- | ----------------------------------------------------------- | ----------------------------------------------------------- | -------- |
|                                                             | Ország                                                      | Arany                                                       | Ezüst                                                       | Bronz                                                       | Összesen |
| 1.                                                          | Svédország (SWE)                                            | 2                                                           | 1                                                           | 2                                                           | 5        |
| 2.                                                          | Finnország (FIN)                                            | 1                                                           | 0                                                           | 1                                                           | 2        |
|                                                             |                                                             |                                                             |                                                             |                                                             |          |
| 3.                                                          | Norvégia (NOR)                                              | 0                                                           | 2                                                           | 0                                                           | 2        |
|                                                             |                                                             |                                                             |                                                             |                                                             |          |
| Összesen                                                    | Összesen                                                    | 3                                                           | 3                                                           | 3                                                           | 9        |

## Érmesek
| Az 1936. évi téli olimpiai játékok érmesei sífutásban |                                                                                  |         |                                                                                      |         |                                                                                |         |
| Versenyszám                                           | Arany                                                                            | Arany   | Ezüst                                                                                | Ezüst   | Bronz                                                                          | Bronz   |
| 18 km                                                 | Erik Larsson · Svédország (SWE)                                                  | 1:14:38 | Oddbjørn Hagen · Norvégia (NOR)                                                      | 1:15:33 | Pekka Niemi · Finnország (FIN)                                                 | 1:16:59 |
| 50 km                                                 | Elis Wiklund · Svédország (SWE)                                                  | 3:30:11 | Axel Wikström · Svédország (SWE)                                                     | 3:33:20 | Nils-Joel Englund · Svédország (SWE)                                           | 3:34:10 |
| 4 × 10 km                                             | Finnország (FIN) · Sulo Nurmela · Klaes Karppinen · Matti Lähde · Kalle Jalkanen | 2:41:33 | Norvégia (NOR) · Oddbjørn Hagen · Olaf Hoffsbakken · Sverre Brodahl · Bjarne Iversen | 2:41:39 | Svédország (SWE) · John Berger · Erik Larsson · Artur Häggblad · Martin Matsbo | 2:43:03 |